# Пудин, Василий Иванович
Василий Иванович Пудин (1901 — 1974) — советский разведчик, специалист по добыванию международных шифров, полковник.

## Биография
Трудовую деятельность начал в пятнадцать лет батраком. В 1919 поступил добровольцем в РККА, участник Гражданской войны, член РКП(б) с 1921. Вскоре, после вступления в ряды коммунистической партии, Московским горкомом направлен в городскую ЧК. Вместе с другим известным чекистом Г. С. Сыроежкиным участвовал в операции «Синдикат-2», выступая в роли «боевика» легендированной чекистами подпольной антисоветской организации «Либеральные демократы». В 1923 А. Х. Артузов отправил его в Харбин под личностью В. И. Шилова, чтобы наладить работу против белогвардейцев и их японских кураторов. 
В 1930–1931 учился на общеобразовательных курсах при ОГПУ, в 1932 по линии внешней разведки был направлен в Монголию в составе группы советников. Принимал непосредственное участие в разгроме инспирированного японцами ламского мятежа. В 1934 вернулся в СССР, работал в центральном аппарате НКВД. В 1936 направляется в качестве заместителя резидента в Болгарию. В 1938–1941 заместитель, затем начальник отделения центрального аппарата внешней разведки. Окончил вечернее отделение Института марксизма-ленинизма при МГК ВКП(б).
В Великую Отечественную войну во главе разведывательно-диверсионной группы выполнял задания в тылу врага. Участник обороны Могилёва, был ранен — оторвало левую стопу, собрал группу и действовал совместно с партизанским отрядом О. М. Касаева, после чего был доставлен на хирургическую операцию в столицу. С 1943 до 1950 работал в центральном аппарате государственной безопасности, при этом с 1946 до 1947 являлся заместителем начальника представительства ПГУ МГБ во Львове. Являлся инспектором МГБ СССР при министерстве госбезопасности Народной Республики Болгарии. В 1952 вышел в отставку по состоянию здоровья и написал ряд книг о подвигах разведчиков.

### Звания
- с 11 декабря 1935 — старший лейтенант государственной безопасности;
- c 14 марта 1940 — капитан государственной безопасности;
- с 11 февраля 1943 — подполковник государственной безопасности;
- на 3 ноября 1943 — полковник государственной безопасности.

### Награды
Награждён двумя орденами Ленина, двумя орденами Красного Знамени, орденом Отечественной войны и многими медалями, а также нагрудным знаком «Почётный сотрудник государственной безопасности».